# 플래티넘 엔드

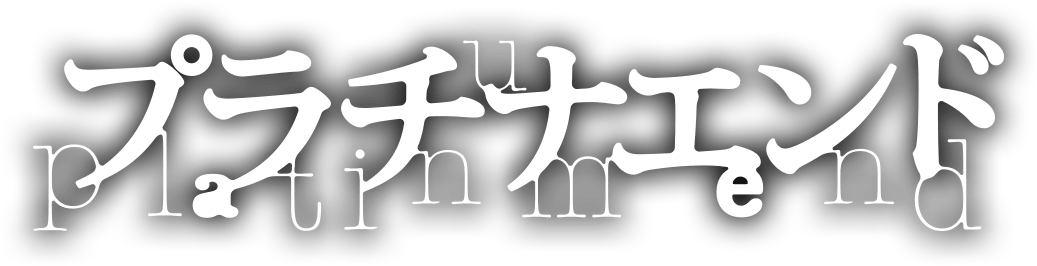

《플래티넘 엔드》(일본어: プラチナエンド, Platinum end)는 원작 오바 츠구미, 만화 오바타 타케시의 만화이다. 일본에서 점프스퀘어(슈에이샤)에서 2015년 12월호부터 2021년 2월호까지 연재되었다. 오바와 오바타의 태그에 의한 작품으로서는 「데스노트」, 「바쿠만」에 이은 제3작이 된다. 2020년 12월 시점에서 단행본의 세계 누계 발행 부수는 450만부를 돌파하고 있다.

## 개요
본작은 삶을 포기한 인간들이 천사들에게 선택받아 신이 되려는 이야기이다.
데스노트의 작가들 중 한 명인 오바타 타케시의 섬세한 작화에 판타지적 요소가 가미되어 화려한 작풍이 돋보인다. 특히 오바 츠구미가 원작을 맡은 만큼 상당히 치밀한 설정에, 어두운 분위기를 자아내지만, 데스노트보다 수위가 더 높다.

## 줄거리
신이 되는 것은 단 한 사람…!! 천사의 힘으로 살아남아라!
어린 나이에 부모님을 여의고 이모 내외로부터 학대를 받으며 살아온 소년 카케하시 미라이. 중학교 졸업식날 그는 자살을 결심한다.
하지만 건물 옥상에서 뛰어내린 그의 눈앞에 나타난 것은 자신을 구하러 온 천사의 모습이었다?! 자신을 ‘나세’라고 소개한 천사는 그에게 천사의 힘을 선물해주겠다고 하는데….